# Jacopo Mazzoni
Jacopo Mazzoni (Cesena, battezzato il 27 novembre 1548 – Cesena, 10 aprile 1598) è stato un filosofo, letterato e astronomo italiano.

## Biografia
Cesenate di nascita, compì i suoi studi di lettere a Bologna e quelli di filosofia a Padova.
Membro dell'Accademia della Crusca, fu tra i preferiti del papa Gregorio XIII che lo avrebbe voluto prelato; Mazzoni preferì proseguire nella carriera universitaria.

Dotato di una dottrina amplissima, che abbracciava pressoché tutta la letteratura antica, greca e latina, e quella umanistica, a Cesena compì ambasciate per conto della città e tenne una cattedra nello Studio locale, esponendo l'Etica di Aristotele.
Fu chiamato all'Università di Macerata, ed in seguito a Pisa, dove ebbe la cattedra di filosofia dal novembre 1588 al 1597. A Pisa conobbe Galileo Galilei, allora un giovane insegnante di matematica, con il quale instaurò ottimi rapporti. Nel 1597 fu invitato a insegnare all'Università La Sapienza di Roma. Benché avesse da poco preso questa cattedra, seguì il cardinale Pietro Aldobrandini nei suoi incarichi a Ferrara e in seguito a Venezia. Ammalatosi sulla strada del ritorno, si recò nella sua Cesena, dove morì il 10 aprile 1598.

Fu sepolto nella chiesa dei Domenicani.
Giuseppe Bezzuoli (1784-1855) dipinse Mazzoni accanto a Galileo nell'affresco Galileo Galilei esegue l'esperimento della caduta dei gravi.

## Opere

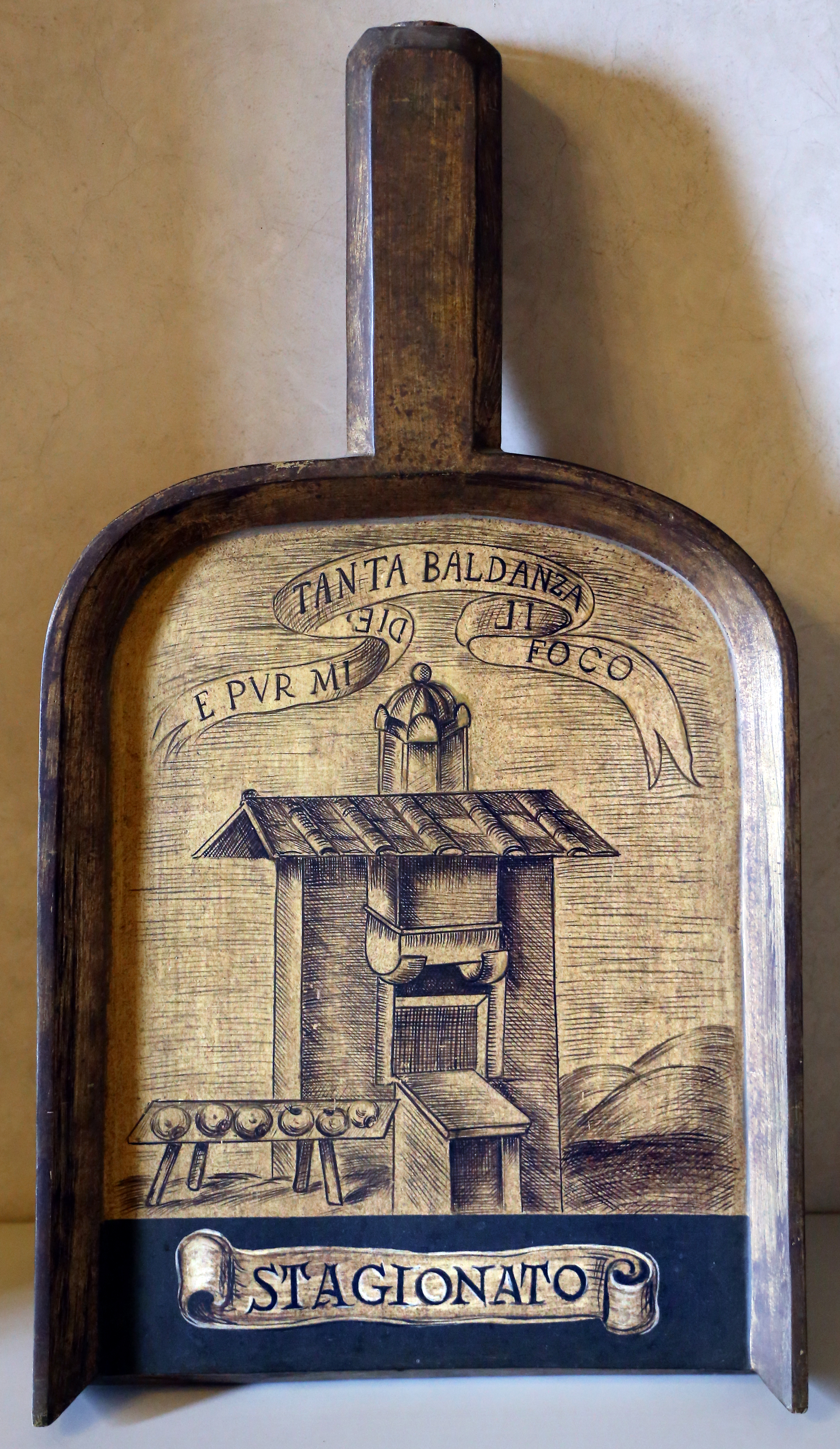
La pala di Jacopo Mazzoni (Stagionato) all'Accademia della Crusca.

### Difesa della Commedia di Dante
Nel 1572 Mazzoni lesse il Discorso violentemente antidantesco attribuito al misterioso Ridolfo Castravilla (rimato a tutt'oggi non identificato). Grazie alla sua preparazione letteraria, Mazzoni compose in meno di un anno due vasti volumi che, oltre a rispondere alle accuse a Dante Alighieri, proponevano una completa teoria letteraria fondata sul pensiero degli antichi, probabilmente il massimo lavoro complessivo di poetica della seconda metà del Cinquecento. Il Discorso in difesa della Comedia del divino poeta Dante fu pubblicato nello stesso anno a Bologna con lo pseudonimo Donato Roffia e l'anno successivo con il suo vero nome a Cesena, presso Bartolomeo Raverio. Nel testo Mazzoni risponde alle contestazioni sul Sommo poeta.
Parimenti nel libro si occupa anche di argomentazioni pertinenti alla filosofia ed alla poetica. In particolare, una delle accuse era che Dante non si sarebbe conformato alla Poetica di Aristotele. Mazzoni replica che il sommo poeta si era adeguato ai canoni di Aristotele, intendendoli in modo più libero. 
Il successo della Difesa fu grande, soprattutto in Firenze: il Mazzoni fu ascritto all'Accademia Fiorentina e a quella della Crusca, e nell'aprile 1587 fu invitato a tenere lezioni dantesche molto apprezzate.

### In universam Platonis et Aristotelis philosophiam praeludia
Interessato anche all'astronomia, Mazzoni espone le sue teorie in quello che risulta il suo testo più importante ovvero In universam Platonis et Aristotelis philosophiam preludia pubblicato nel 1597.
In questo libro egli sostiene il sistema geocentrico aristotelico contro la sempre più diffusa e apprezzata teoria copernicana eliocentrica.
Questo volume è divenuto molto noto poiché Galileo Galilei, dopo averlo letto, gli inviò una lettera, datata 30 maggio 1597, nella quale difendeva Copernico e le sue teorie. Questa missiva rappresenta la più antica testimonianza dell'adesione alla teoria eliocentrica di Galileo Galilei.

## Opere principali

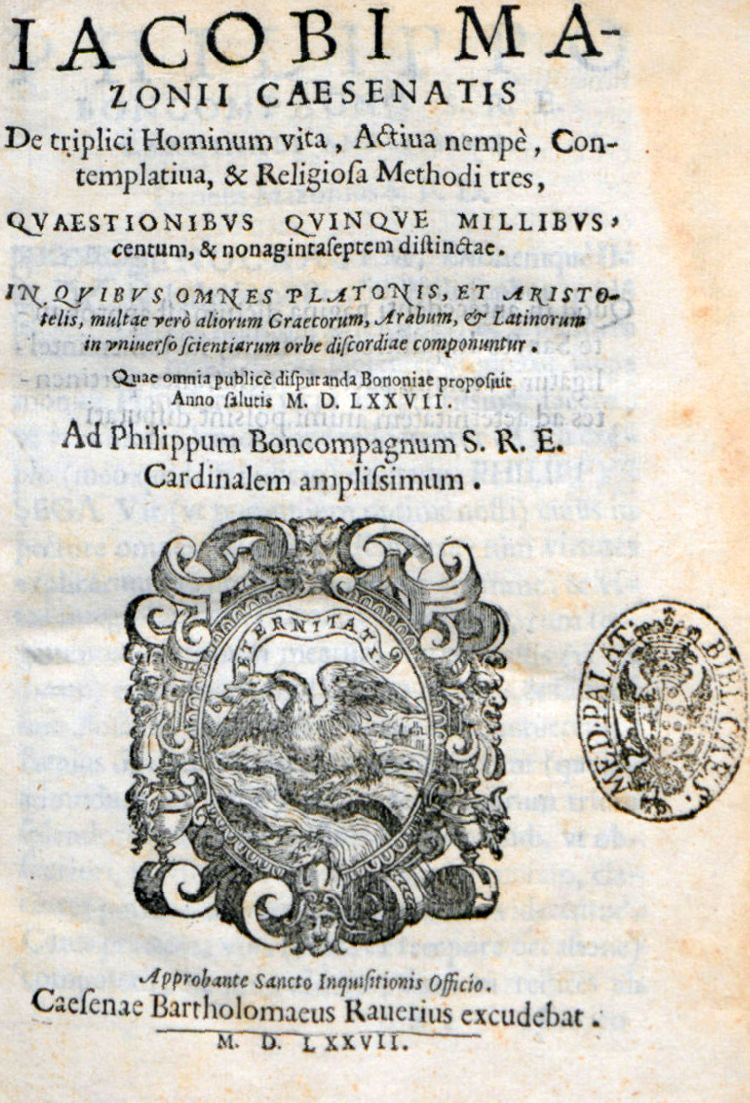
De triplici hominum vita, activa nempe, contemplativa, et religiosa methodi tres, 1577

- Jacopo Mazzoni, Discorso de' dittongi, Cesena, appresso Bartolomeo Raverio, 1572. URL consultato il 5 luglio 2019.
- Jacopo Mazzoni, Discorso in difesa della Comedia del divino. poeta contro il discorso di Ridolfo Castravilla, Cesena, per Bartolomeo Rauerij, 1573. URL consultato il 5 luglio 2019.
- (LA) Jacopo Mazzoni, De triplici hominum vita, activa nempè, contemplativa, et religiosa methodi tres, quaestionibus quinque millibus, centum et nonagintaseptem distinctae. In quibus omnes Platonis, et Aristotelis, multae vero aliorum Graecorum, Arabum et Latinorum in universo scientiarum orbe discordiae componuntur, Caesenae, Rauerius, 1576. URL consultato il 5 luglio 2019.
- (LA) De triplici hominum vita, activa nempe, contemplativa, et religiosa methodi tres, Cesena, Bartolomeo Raverio, 1577.[4]
- Jacopo Mazzoni, Della difesa della Comedia di Dante. Distinta in sette libri, vol. 1, Cesena, appresso Bartolomeo Rauerij, 1587. URL consultato il 5 luglio 2019. (comprende i primi tre libri)
- Jacopo Mazzoni, Della difesa della Comedia di Dante. Distinta in sette libri, vol. 2, Cesena, Verdoni, 1688. URL consultato il 5 luglio 2019. (comprende i restanti quattro libri)
- Discorso intorno alla Risposta e alle Opposizioni fattegli dal sig. Francesco Patricio, pertenente alla storia del poema Dafni, o Litiersa di Sositeo poeta della Pleiade, Cesena nel 1587, B. Raverio.
- Jacopo Mazzoni, Ragioni delle cose dette, e d'alcune autorità citate da Iacopo Mazzoni nel Discorso della storia del poema Dafni, o Litiersa di Sositeo, Cesena, per Bartolomeo Rauerij, 1587. URL consultato il 5 luglio 2019.
- (LA) Jacopo Mazzoni, In universam Platonis et Aristotelis philosophiam praeludia, Venetiis, Guerilius, 1597. URL consultato il 5 luglio 2019.